# Digerudgrunnen fyr
Digerudgrunnen fyrstation var et fyr som lå på en lille holm ved Digerud i Frogn kommune i Viken fylke i Norge, beliggende på østsiden af Oslofjorden, omkring 1,5 km syd for Fagerstrand i Nesodden kommune.
Fyret blev opført i 1871, men den gamle fyrbygning blev nedrevet i 1975 og erstattet af et Lygtehus på underbygning. I 1941 blev der bygget en hængebro ud til fyret og omtrent på samme tid blev der bygget ny bolig og udhus på land.
I juni 2008 blev både lygtehuset og fundamentet til den gamle bygning fjernet af Kystverket.

## Eksterne kilder og henvisninger
- Norsk Fyrhistorisk Forening Arkiveret 23. maj 2013 hos  Wayback Machine